# Zygmunt Plater-Zyberk
Zygmunt Plater-Zyberk (ur. 20 lipca 1901 w Bebrze, zm. 7 maja 1978 w Filadelfii) – polski architekt okresu międzywojennego, przedstawiciel funkcjonalizmu.

## Życiorys
Projektował domy i kamienice w stylu modernistycznym w Warszawie, np. dom mieszkalny przy alei Szucha 11 z 1934, wybudowany w stylu międzynarodowym nawiązujący stylem do neoekspresjonizmu, z elementami stylu okrętowego – ryzality mieszczące klatki schodowe otrzymały okrągłe okna przypominające bulaje. 
Główny projektant kompleksu Toru Wyścigów Konnych na warszawskim Służewcu. Zaprojektował również domy przy ul. Chocimskiej 25 i Senackiej 10 oraz kamienicę przy ul. Puławskiej 20 (róg ul. Narbutta).
Po II wojnie światowej wyemigrował do Stanów Zjednoczonych. Pochowany na Holy Trinity Cemetery w Phoenixville w Pensylwanii.